# フィッシャー症候群
フィッシャー症候群（Fisher syndromeまたはMiller Fisher syndrome、FSまたはMFS）は急性の外眼筋麻痺、運動失調、腱反射消失を三徴とする免疫介在性ニューロパチーである。多くは上気道系感染後に発症し、1～2週間進行した後に自然経過で改善に向かうという単相性の経過をとる。先行感染、髄液蛋白細胞解離などギラン・バレー症候群（GBS）と共通する特徴が見られることから、国際医学業界の中では同症候群の亜型と考えられている。

## 歴史
1956年（昭和31年）ミラー・フィッシャーは急性に外眼筋麻痺、運動失調、腱反射消失を呈し、数週の経過で自然回復した3症例を報告した。先行感染、髄液蛋白細胞解離、単相性の経過からギラン・バレー症候群の亜型と位置づけることを提唱した。運動失調は臨床的に小脳性か深部感覚障害性かを判断することが困難であると記載したが腱反射消失の責任病変は反射弓を構成する部分の障害と推測し、全体像を末梢神経障害と考えた。以後、この三徴を呈する疾患はミラーフィッシャー症候群またはフィッシャー症候群と呼ばれるようになった。1992年（平成4年）chibaらによりFS患者の80～90%において血清ガングリオシドGQ1bIgG抗体が検出されることが報告された。そしてこの自己抗体が診断マーカーとして確立した。

## 病態
FSの三徴（外眼筋麻痺、運動失調、腱反射消失）をヒト神経系におけるGQ1bの局在により説明しようとする意見が強まりつつある。FS患者血清から高頻度にガングリオシドGQ1bIgG抗体が検出されることが報告され、さらに眼運動神経（動眼神経、外転神経、滑車神経）に傍絞輪部にはGQ1bが豊富に発現していることからGQ1b抗体が外眼筋麻痺に関与していると考えられている。さらに眼運動神経の中でもその神経終末にGQ1bの発現がより高いことも報告されており、障害部位に関しては神経幹の傍絞輪部に加えて末梢神経において血液神経関門を欠如する神経終末部も抗体介在性機序で障害されている可能性が指摘されている。
運動失調が小脳性か感覚入力障害性かも長い間議論がなされてきたが、まず本症候群では腱反射消失を伴うこと、および構音障害が認められないことは臨床的に小脳病変よりも感覚入力（特にグループⅠa求心線維）の方が考えやすい。これを支持する所見として2つの有力な報告がある。ひとつはヒト後根神経節の大型細胞にGQ1bが高発現していることが免疫組織学的に示されている。この細胞がグループⅠaニューロンであることはいまだ証明されていないが、一次感覚ニューロンの中で最も線維経が大きく、おそらく細胞体も大きいものはグループⅠaあるいは1b（ゴルジ腱器官からの入力）であることから、Ⅰaニューロンの障害がⅠa入力障害による運動失調と腱反射消失を惹起している可能性がある。また立位時の重心動揺計のパワースペクトラム解析からFS患者における所見は小脳障害ではなく感覚入力障害のパターンを示すことが報告されている。ただし運動失調に中枢神経障害が関与している可能性を完全には否定はできない。
以上のような知見からヒト神経系においてGQ1b発現の高い眼運動神経とグループⅠaニューロンがGQ1b抗体により障害されて特徴的な三徴候を呈することが推定されている。

## 疫学
FSの発症率はGBS患者との比率で報告されてきた。FSとGBS年間発症率の比はイタリアでは両疾患合計の3%、台湾では19%、日本では34%と26%との報告があり日本を含む東アジアにおいて欧州よりもかなり頻度が高いと考えられている。日本の報告では男女比は2：1で男性優位で平均発症年齢は40歳であり地域差は確認されていない。

## 先行感染
FS罹患者の80～90%では先行感染が認められ、上気道炎が約80%と圧倒的に多い。4～25%の患者では胃腸炎が先行する。起炎菌では上気道炎ではインフルエンザ桿菌、胃腸炎ではカンピロバクターが候補としてあげられる。どちらも菌体外膜にGQ1b様構造が認められる。

## 症状
FS罹患者のほぼ全例は外眼筋麻痺による複視か運動失調によるふらつきで発症する。FS罹患者の約半数は急性の外眼筋麻痺、運動失調、腱反射消失の三徴のみを示すが、約半数では瞳孔異常、顔面神経麻痺、球麻痺を伴うことがある。眼瞼下垂は58%、瞳孔異常は42%、顔面神経麻痺は32%、球麻痺は26%、四肢のしびれ感や異常感覚は24%が報告されている。表在覚あるいは深部感覚低下は20%程度で認められる。軽度の四肢筋力低下が20%に認められるが運動失調による影響を否定できない。
FSの三徴で発症し、経過中に四肢の筋力低下を呈してGBSへの進展が6.5%で認められたという報告がある。MRC尺度（medical research council scale）3以下の脱力を伴うFSはFS/GBS overlap例とする。この報告ではFS/GBS overlap例ではGBS単独の場合よりも呼吸筋麻痺により補助換気を要する頻度が高く、発症初期に注意深い観察が必要でありGBSへの進展がみられた時点で免疫療法を行うことが推奨される。頻度は明らかにされていないが意識障害を合併しビッカースタッフ型脳幹脳炎（BBE）に進展する場合にも免疫治療は推奨される。
逆に三徴が出揃わず眼球運動障害のみ（急性外眼筋麻痺）、運動失調と腱反射低下のみ（急性失調性ニューロパチー）を呈する不全型が存在することも明らかになっている。ふらつき・腱反射消失を伴った複視をみたらフィッシャー症候群を疑う。

### ビッカースタッフ型脳幹脳炎との関係
1951年（昭和26年）ビッカースタッフ（Bickersttaff）が Mesencephalitis and rhombencephalitis と題して3例、次いで1957年（昭和32年）に Brainstem encephalitis として5例を加えた8例の報告を行った。カンピロバクターやインフルエンザ桿菌による先行感染後、外眼筋麻痺、失調、意識障害などを呈し、脳波でも全般性徐波が認められ、単相性の予後良好な疾患でありビッカースタッフ型脳幹脳炎と言われるようになった。ギラン・バレー症候群と同様の分子相同性疾患と考えられており、責任抗体も抗GQ1b抗体でありフィッシャー症候群に類似する。脳波、体性感覚誘発電位など電気生理学的検査や病的反射陽性例や深部腱反射亢進といった臨床症状で中枢神経系の障害が認められる点がフィッシャー症候群と異なる。ギラン・バレー症候群を合併し、四肢の筋力低下も伴うことがある。しかし、合併例と非合併例で臨床所見に有意差が認められない。ビッカースタッフ型脳幹脳炎とフィッシャー症候群を連続する疾患単位ととらえて Fisher-Bicerstaff 症候群と呼称したり、anti-GQ1b IgG antibody syndorome としてとらえる動きもある。anti-GQ1b IgG antibody syndorome にはPCBも含まれる。重要な鑑別疾患に治療可能なウェルニッケ脳症がある。

## 検査
血液検査
抗GQ1b抗体が80～90%で認められる。
髄液検査
蛋白細胞解離が認められる。
電気生理検査
FSにおける電気生理学的所見で最も普遍的に認められるものは腱反射消失に対応するヒラメ筋H反射の消失である。末梢運動神経は障害されず感覚神経活動電位の振幅低下が7～30%に認められる。FSにおいてグループⅠa求心線維が選択的に障害されていることを支持する所見である。

## 鑑別疾患
フィッシャー症候群の中核症状である急性の外眼筋麻痺、運動失調をきたす脳幹あるいは多発脳神経を侵す疾患が鑑別となる。

## 治療
FSに対する免疫調整療法のランダム化比較対照試験は存在しない。後ろ向き研究では典型的FSは自然経過による回復が良好であり6ヶ月でほぼ症状が消失する。免疫グロブリン療法や血漿交換が回復を早めるというエビデンスはない。しかしGBSやBBEへの進展が見られる場合は免疫治療を考慮する。
なおFSの再発例の報告は少数認められる。